# Playa del Cambrón
La playa del Cambrón está situada en el municipio español de Salobreña, en la provincia de Granada, comunidad autónoma de Andalucía. Posee una longitud de alrededor de 86 metros y un ancho promedio de 21 metros.